# Rick Hunger
Richard Hunger, detto Rick (Montréal, 19 luglio 1959), è un ex cestista canadese, professionista in Europa.

## Carriera
Con il Canada ha disputato i Giochi panamericani di Caracas 1983.

## Palmarès
- Campionato tedesco: 2

Saturn Colonia: 1986-87, 1987-88